# A New Kind of Connie...
A New Kind of Connie... es un álbum de estudio de la cantante estadounidense Connie Francis, publicado en septiembre de 1964 a través de MGM Records. El álbum fue producido por Danny Davis.

## Lista de canciones
Créditos adaptados desde las notas del álbum.
| Lado uno |                          |          |  |
| N.º      | Título                   | Duración |  |
| 1.       | «Will You Still Be Mine» | 2:45     |  |
| 2.       | «My Man»                 | 2:58     |  |
| 3.       | «More»                   | 3:04     |  |
| 4.       | «The Sweetest Sounds»    | 2:45     |  |
| 5.       | «I'm Glad There Is You»  | 3:45     |  |
| 6.       | «Where Did Ev'ryone Go?» | 3:40     |  |

| Lado dos |                                     |          |  |
| N.º      | Título                              | Duración |  |
| 1.       | «Ma (He's Making Eyes at Me)»       | 2:12     |  |
| 2.       | «I Found Myself a Guy»              | 2:15     |  |
| 3.       | «I've Got a Crush on New York Town» | 3:00     |  |
| 4.       | «My Kind of Guy»                    | 2:55     |  |
| 5.       | «You Can Take It From Me»           | 3:20     |  |
| 6.       | «Where Can I Go Without You»        | 3:40     |  |
| 7.       | «Like Someone in Love»              | 3:00     |  |

## Posicionamiento
| Gráfica (1963)                 | Pico de posición |
| ------------------------------ | ---------------- |
| Estados Unidos (Billboard 200) | 149              |